# 宝田無線電機
宝田無線電機株式会社（たからだむせんでんき、Takarada Electric Co.,Ltd.）は、かつて家電製品の販売並びに卸売、免税店などを手掛けていた企業。

## 概要
1950年に創業し、1961年6月に東京家庭電器株式会社として法人へ改組。当初は電子部品の卸売や家電製品の販売並びに卸売を手掛けていたが、1973年に秋葉原駅前に自社ビルを新築したのを機に、免税品コーナーを開設した。2002年1月には本店ビルに隣接する形でビルを新築し、免税専門店としてオープンさせた。さらに、2008年には所有していた旧：ロケット1号店ビル（宝田ビルに隣接）を改築する形で宝田中央通りビルとしてオープンさせた。
売上高は、インバウンド需要の高まりから2015年5月期には約37億600万円、2017年5月期には約1092億7400万円に達していた。しかし、東京国税局が2017年に実施した税務調査により、訪日外国人向けの免税制度を悪用した約70億円の不正還付を指摘され、東京国税局は同年6月30日に不正な消費税の還付申告をしたとして、重加算税を含む約104億9000万円を追徴課税した。内容は、貴金属関連製品業者などから仕入れた金製品を、訪日外国人に対して約900億円で販売したとしていたが、東京国税局による税務調査の結果、購入者が名義貸しを行っていたケースが複数あったと指摘した他、製品の大半が国外に出ていなかったことを確認し、宝田無線電機と業者は仕入れと買い戻しを繰り返す循環取引を行っていたと認定した。同時期には所有する不動産も差し押さえを受けた。
みずほ銀行と三井住友銀行は追徴課税処分の同日に、本社ビルなどにに対して根抵当権を設定した。これを受けて国は2019年6月、みずほ銀行と三井住友銀行に対して、根抵当権の抹消を求める訴訟を東京地方裁判所へ提訴した。これにより、宝田無線電機の信用は失墜し、2017年には店舗事業から、2019年には家電製品の卸売事業から撤退する事になった。
東京地方裁判所は2021年9月8日、国の主張を認め、みずほ銀行と三井住友銀行に対して、根抵当権の抹消を求める判決を下した。宝田無線電機は、不動産賃貸や通販サイト向けのスポット販売で事業を継続していたが、2021年5月期の売上は約3億5900万円にまで落ち込んだ。
宝田無線電機は、所有不動産を売却し、2023年2月27日に解散を決議したと同時に商号を株式会社TMDへ変更。同年6月5日に東京地方裁判所から特別清算開始決定を受けた。負債総額は約68億円。そして同年10月20日に法人格が消滅した。
2024年現在、宝田無線が入居していたエリアにはトレーディングカードショップのスニダンが入居。ビル名も「外神田一丁目ビル」と名を改め、「宝田」の名称は名実ともに姿を消した。

## 沿革
- 1946年9月20日 - 神田仲町にて電機部品の卸小売店舗を開設。
- 1948年 - 千代田区外神田へ移転し、家電製品の小売を開始。
- 1961年6月26日 - 東京家庭電器株式会社として法人へ改組。
- 1969年 - 宝田無線電機株式会社へ商号変更。
- 1973年11月 - 新本社ビルが完成。同時に免税品コーナーを開設。
- 2017年
  - 6月30日 - 不正な消費税の還付申告をしたとして、東京国税局から追徴課税処分を受ける。
  - 11月 - 店舗事業から撤退。
- 2019年 - 家電卸売事業から撤退。
- 2023年
  - 2月27日 - 臨時株主総会で解散を決議。商号を株式会社TMDへ変更したと同時に、本店所在地を北浜法律事務所東京事務所内へ移転。
  - 6月5日 - 東京地方裁判所から特別清算開始決定を受ける。
  - 10月20日 - 法人格消滅。